# Giacomo Luigi Ciamician

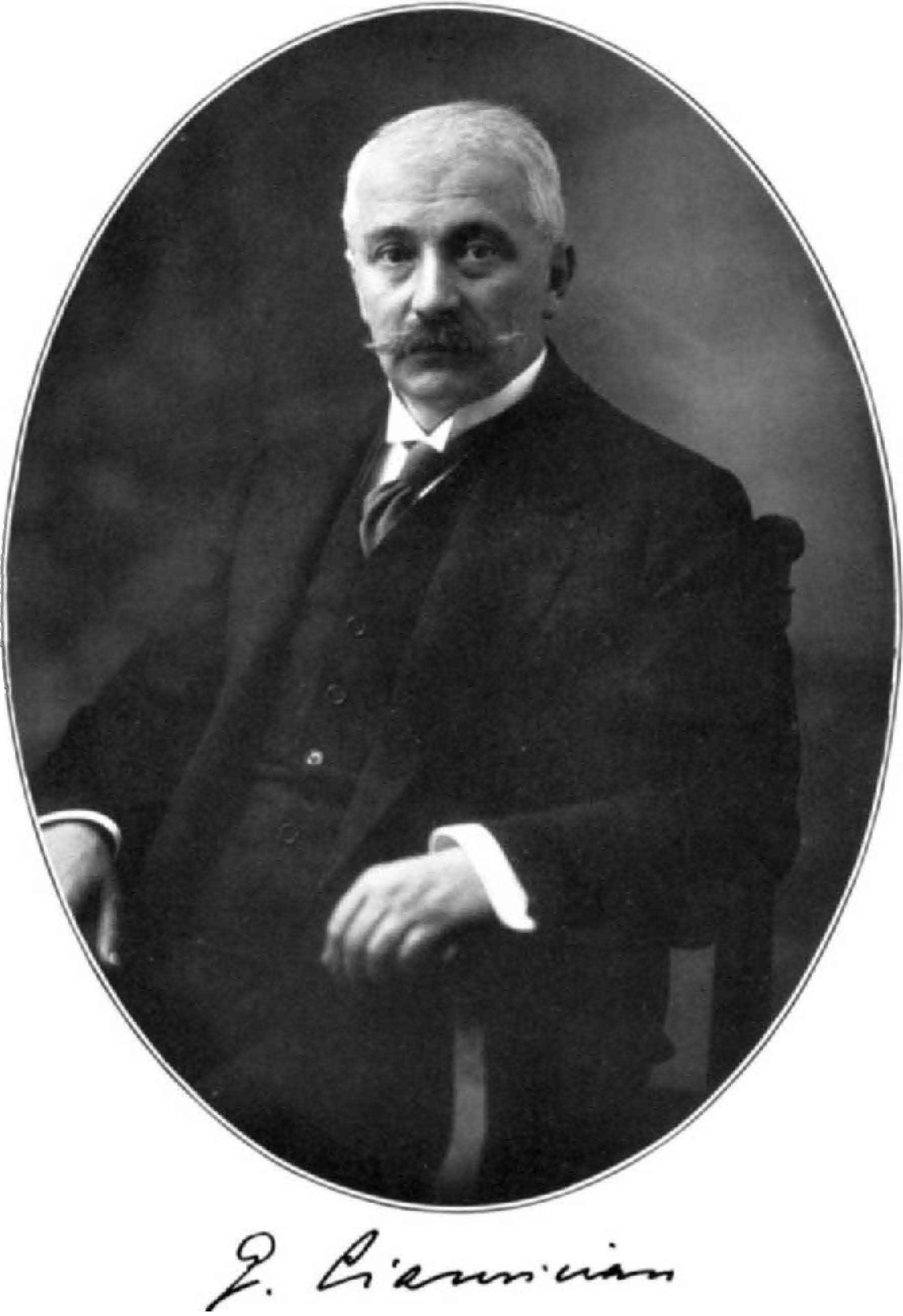
Giacomo Luigi Ciamician

Giacomo Luigi Ciamician (* 27. August 1857 in Triest; † 2. Januar 1922 in Bologna, auch Giacomo Ciamician) war ein italienischer Chemiker. Er war ein Pionier der Photochemie.

## Leben und Werk
Ciamician studierte in Wien und wurde 1880 von Hugo Weidel als Externer in Gießen promoviert. Danach war er Dozent in Rom, ab 1887 außerordentlicher Professor an der Universität Padua und 1889 Professor für allgemeine und biologische Chemie an der Universität Bologna.
Ciamician befasste sich zwischen etwa 1880 bis 1905 mit der Chemie des Pyrrols, der Photochemie, besonders zwischen 1900 und 1915 mit seinem Assistenten Paolo Silber, und im Bereich der Biochemie mit der photochemischen Umwandlung chemischer Verbindungen in Pflanzen, Alkaloiden in Pflanzen, und analysierte diverse Pflanzenöle. Er stellte außerdem spektroskopische Untersuchungen an. Er klärte die Struktur von Pyrrol, synthetisierte es aus Succinimid und synthetisierte viele Derivate des Pyrrols, unter anderem Iodol (Tetraiodopyrrol) als Ersatz für Iodoform. Nach ihm und Max Dennstedt, einem Mitarbeiter in seinem Labor, ist die Ciamician-Dennstedt-Umlagerung, eine Pyrrol-Ringerweiterung, benannt. Seinen Namen trägt auch die Ciamician-Plancher-Umlagerung.
In der Photochemie ist die Photo-Disproportionierung nach Ciamician (1901) nach ihm benannt (Umlagerung von 2-Nitrobenzaldehyd zu 2-Nitrosobenzoesäure). Seine erste photochemische Arbeit erschien 1886 über die Umwandlung von Chinon in Hydrochinon unter Lichteinwirkung. Er entdeckte viele weitere photochemische Reaktionen, teilweise gemeinsam mit Paolo Silber. 1912 veröffentlichte er einen Aufsatz in der Zeitschrift Science mit seiner Vision einer ökologisch sauberen photochemischen Industrie der Zukunft, die auf bioorganischer Chemie basierte. Zusammen mit Leone Pesci entwarf Ciamician im Mai 1915 die erste italienische Gasschutzmaske, die im Ersten Weltkrieg beim italienischen Heer zum Einsatz kam. Die Ciamician-Pesci-Maske war eine einfache monovalente Gesichtsmaske, die in Natriumcarbonatlösung getaucht war.
Sein Schwager war der italienische Chemiker Raffaello Nasini. Er starb am 2. Januar 1922 in Bologna.

## Ehrungen und Mitgliedschaften
Er war Mitglied der Accademia Nazionale delle Scienze und ab 1910 Senator des Königreichs Italien (als Erster aus Triest). Seit 1901 war er korrespondierendes Mitglied der Göttinger Akademie der Wissenschaften, seit 1909 korrespondierendes Mitglied der Preußischen und seit 1910 der Bayerischen Akademie der Wissenschaften sowie seit 1912 der Russischen Akademie der Wissenschaften in Sankt Petersburg.
Emil Fischer schlug ihn mehrmals für den Nobelpreis vor, und seine spektroskopischen Studien halfen Mendelejew bei dessen Konstruktion des Periodensystems.